# Luca Spechenhauser
Luca Spechenhauser (* 14. Dezember 2000 in Bormio) ist ein italienischer Shorttracker.

## Werdegang
Spechenhauser trat international erstmals bei den Juniorenweltmeisterschaften 2018 in Tomaszów Mazowiecki in Erscheinung. Dort belegte er den 31. Platz im Mehrkampf. Seine besten Platzierungen bei den Juniorenweltmeisterschaften im folgenden Jahr in Montreal waren der 12. Platz über 1000 m und der neunte Rang mit der Staffel. In der Saison 2019/20 startete in Salt Lake City erstmals im Shorttrack-Weltcup und lief dabei auf den 32. Platz über 500 m, auf den 14. Rang über 1000 m und auf den neunten Platz in der Staffel. Bei den Juniorenweltmeisterschaften 2020 in Bormio wurde er Sechster über 500 m, Fünfter in der Staffel und Vierter über 1500 m und errang über 1000 m den 31. Platz. In der Saison 2020/21 gewann er bei den Europameisterschaften 2021 in Danzig mit der Staffel die Silbermedaille und bei den Weltmeisterschaften 2021 in Dordrecht mit der Staffel die Bronzemedaille. Zudem  kam er bei der WM auf den 12. Platz über 500 m, auf den zehnten Rang im Mehrkampf und auf den fünften Platz über 1500 m.

## Erfolge

### Olympische Spiele
- 2022 Peking: 32. Platz 1500 m

### Weltmeisterschaften
- 2021 Rotterdam: 3. Platz Staffel, 5. Platz 1500 m, 10. Platz Mehrkampf, 12. Platz 1500 m
- 2022 Montreal: 7. Platz 1500 m, 14. Platz Mehrkampf, 21. Platz 500 m, 21. Platz 1000 m
- 2023 Seoul: 2. Platz Staffel, 21. Platz 1000 m, 21. Platz 1500 m
- 2024 Rotterdam: 3. Platz 1000 m, 5. Platz 1500 m, 9. Platz Staffel
- 2025 Peking: 2. Platz Mixed-Staffel, 6. Platz 1500 m, 10. Platz Staffel, 48. Platz 1000 m

### Europameisterschaften
- 2021 Danzig: 2. Platz Staffel
- 2023 Danzig: 2. Platz Staffel, 3. Platz Mixed-Staffel, 7. Platz 1500 m, 41. Platz 1000 m
- 2024 Danzig: 4. Platz Mixed-Staffel, 7. Platz Staffel, 11. Platz 1500 m, 22. Platz 1000 m
- 2025 Dresden: 1. Platz Staffel, 3. Platz 1000 m, 4. Platz Mixed-Staffel, 7. Platz 1500 m

### Platzierungen im Weltcup

#### Weltcupsiege im Team
| Nr. | Datum            | Ort       |
| --- | ---------------- | --------- |
| 1.  | 16. Februar 2025 | Mailand 1 |

#### Weltcup-Gesamtplatzierungen
| Saison  | Gesamt | Gesamt | 500 m  | 500 m | 1000 m | 1000 m | 1500 m | 1500 m |
| Saison  | Punkte | Platz  | Punkte | Platz | Punkte | Platz  | Punkte | Platz  |
| ------- | ------ | ------ | ------ | ----- | ------ | ------ | ------ | ------ |
| 2019/20 | –      | –      | 13     | 99.   | 1002   | 44.    | –      | –      |
| 2021/22 | –      | –      | -      | -     | 701    | 32.    | 634    | 30.    |
| 2022/23 | 173    | 37.    | -      | -     | 85     | 22.    | 88     | 20.    |
| 2023/24 | 462    | 12.    | -      | -     | 306    | 3.     | 156    | 15.    |
| 2024/25 | 203    | 17.    | -      | -     | 100    | 15.    | 103    | 14.    |

## Persönliche Bestzeiten
- 500 m      41,147 s (aufgestellt am 30. September 2022 in Bormio)
- 1000 m    1:21,907 min. (aufgestellt am 10. Dezember 2023 in Peking)
- 1500 m    2:12,553 min. (aufgestellt am 27. November 2021 in Dordrecht)
- 3000 m    5:21,558 min. (aufgestellt am 24. Februar 2019 in Courmayeur)